# Hirudo orientalis
Espèce
Hirudo orientalis, communément appelée Sangsue orientale ou Sangsue médicinale orientale, est une grande sangsue ectoparasite hématophage de la famille des Hirudinidae.
Elle a été très utilisée au XIXe siècle notamment en médecine avec principalement trois autres espèces en tant que sangsue médicinale, pour sa capacité à extraire le sang, mais l’est encore aujourd’hui pour l'hirudine qu'elle sécrète et qui est un anticoagulant puissant.
Autrefois confondue avec l’espèce Hirudo medicinalis, elle a été en 2005 reconnue et décrite en tant qu’espèce différente.

## Description

### Caractères externes
Il s'agit d'une grande sangsue, atteignant 108 mm (ventouses incluses) pour une largeur de corps maximale de 10 mm. 

Le suçoir antérieur est large de 4 mm alors que la ventouse postérieure mesure  5,5 mm.
Cinq paires d’yeux confèrent à l’animal une vue probablement rudimentaire.
De nombreuses papilles sont présentes à la surface du corps.
La pigmentation de la partie dorsale de l'animal adulte est verte (de la couleur de l'herbe verte ; ce qui l'aide peut-être à se camoufler dans les plantes émergées ou les herbiers aquatiques d'eau douce).  Le dos présente un motif constitué de deux paires de bandes longitudinales orange.

 Le flanc (ou marge latérale) est orné de chaque côté d'une bande jaune longitudinale ; 

Sur  chaque segment, l’anneau central est orné de taches sombres ; ces taches sont quadrangulaires ou arrondies et situées sur les bandes longitudinales dorsales paramarginales, au niveau des ganglions ; ;
Les gonopores sont séparés par cinq anneaux.
La mâchoire est « trignate » (composée de trois parties, ce qui est relativement rare dans le règne animal et fait que la morsure laisse une cicatrice caractéristique en étoile à trois branches). La mâchoire est aussi dite monostichodonte, et papillée (ces papilles ne présentant ni pores ni fissures) sans aucune crête pharyngée se terminant entre les mâchoires). Chacun des 3 éléments de la mâchoire est garni d’environ 80 dents (71 à 91 dents) mesurant chacune en  moyenne 33 µm.

### Caractères internes
Les épididymes sont de taille moyenne.
Le vagin, tubulaire et uniformément recourbé, présente une structure en cæcum, sans vrai conduit vaginal.
Un sillon (sulcus) est présent sous forme d'une gorge étroite et distincte allant de la crypte de la mâchoire dorsale médiane au bord dorsal de la ventouse antérieure.

### Critères de différenciation avec les espèces proches
Ils sont génétiques, internes (forme de l’appareil reproductif)  et externes.
Les espèces dites « médicinales », proches de H. orientalis et risquant d’être confondues avec elle sont H. medicinalis, H. verbana et H troctina.
Elles peuvent toutes s’en différencier par une observation attentive de leurs caractères externes. 

La pigmentation est le moyen le plus pratique de différencier ces 4 sangsues : 

H. orientalis diffère de H. verbana par des rayures paramédianes minces, d’un orange bien marqué, alors que H. verbana a de larges bandes paramédianes plus diffuses (d’un orange plus pâle). 
Le ventre de H. verbana est unicolore verdâtre à jaune, délimité par une paire de bandes ventrolatérales noires. 
H. orientalis et H. medicinalis se distinguent par la forme des taches noires sur le dos et sur les marges du corps. 
Les taches dorsales noires de H. orientalis sont arrondies ou quadrangulaires, alors que chez H. medicinalis, elles sont allongées. 
Les taches marginales de H. medicinalis sont coalescentes pour former des bandes noires distinctes. La pigmentation ventrale foncée de H. medicinalis forme un motif à maille irrégulière, alors qu’il est plus régulier chez  H. orientalis, formé par des paires segmentaires de marques claires sur fond au noir prédominant. 
H. orientalis et H troctina ont une pigmentation dorsale très proche, mais leurs motifs de coloration ventrale sont très différents (H troctina est notamment caractérisé par une paire de bandes longitudinales ventrolatérales noires en forme de zigzag.
Hechtel et Sawyer en 2002 ont produit des descriptions précises de la coloration des différentes espèces du genre Hirudo de même que  Moquin-Tandon en  (1846) et  Nesemann &  Neubert  en  1999 .

## Histoire taxonomique
En 1955, Stschegolew et Fedorova la considéraient comme une variété de la forme serpentina (qui est à l'époque une autre dénomination de H. medicinalis) mais dès 1946, Kobakhidze avait noté chez les sangsues médicinales capturées en Géorgie pour l'exportation ou l'usage médicinal local la présence de deux variétés présentant des motifs colorés instables, mais systématiquement différenciables pour certaines de leurs caractéristiques .
Après avoir été longtemps considérée comme une simple variante de couleur de la sangsue médicinale européenne, ou une sous-espèce de cette sangsue (elle-même parfois voire souvent confondue avec Hirudo verbana ou  « sangsue médicinale méditerranéenne », qui serait en fait souvent élevée à sa place), une étude phylogénétique moléculaire a finalement conclu en 2005 qu'il fallait la considérer comme une espèce à part entière dans le genre Hirudo.
Elle se distingue des autres sangsues médicinales notamment par sa coloration dorsale verte et les caractéristiques des motifs colorés.
Les exemplaires ayant servi à décrire l'espèce sont déposés au National Museum of Natural Sciences (NMNS) de Kyiv en Ukraine, ils provenaient d'un élevage du centre de l'Azerbaïdjan.
Remarque : Le qualificatif orientalis n'est pas entièrement pertinent car il existe une sangsue appartenant au même genre, mais encore plus orientale (Hirudo nipponia). Néanmoins ce nom étant utilisé depuis des décennies, il a été à ce jour conservé.

## Aire de répartition
Cette espèce asiatique d'une sous-zone de l'Eurasie semble associée à des zones humides de montagne.
Son aire naturelle de répartition est encore mal connue et elle a pu être modifiée par des introductions à but d’élevage commercial ou issues de relâchés dans la nature de sangsues ayant servi à un usage médicinal.
Selon la littérature, et sur la base des motifs colorés précisément décrits par des auteurs anciens, cette espèce serait originaire de la Transcaucasie mais et aussi trouvée dans certaines régions de l’Iran, selon Utevsky et al. en 1998, de l’Ouzbékistan (selon Abdullaev cité par Trontelj et al., de l’Azerbaïdjan , et du Kazakhstan et on la trouve aussi en Géorgie et probablement en Arménie,. Mais on sait encore « très peu de choses à propos de sa distribution exacte, de son habitat spécifique, et de son état de conservation ».
Parmi les autres  sangsues médicinales et concernant les possibilités de trouver conjointement plusieurs espèces : 
- H.  medicinalis vit en Europe centrale et de l’Ouest[12] et  jusqu’en  Ukraine selon Lukin [8] et en Lituanie selon Zapkuvenè[13].
- H. verbana vit dans la zone orientale du pourtour de la Méditerranée ainsi que dans les Balkans selon Nesemann et Neubert[12] et en Moldavie, Ukraine et dans la région de Krasnodar en Russie  ainsi qu'en Arménie selon Lukin[8] et Utevsky et al.[10]
- H. troctina n'est connue à l'état sauvage qu'en Afrique du Nord du Maroc et de la Tunisie à l’Algérie selon Hechtel et Sawyer [3].

Certaines de ces espèces ont cependant pu être transportées loin de leur aire naturelle d'autochtonie, dans le cadre des élevages faits du 18e au XXIe siècle.

## Alimentation
Cette espèce, à l'état adulte se nourrit du sang des mammifères, et éventuellement des reptiles ou encore d'amphibiens. L’alimentation des jeunes sangsues dites « filets » dans la nature est moins bien connue.

## Habitat
Son habitat naturel (comme sa répartition précise)  est encore mal connu, mais très probablement lié aux zones humides d'eau douce, à certains réseaux de fossés en eau, mares d'eau douce en zone de montagne.

## Utilisation médicinale
Cette espèce a été abondamment récoltée et exportée, vers la France notamment pour être utilisée exactement comme la sangsue médicinale européenne notamment parce que cette dernière a été très surexploitée ,.

## Statut de conservation
Étant donné le fait que cette espèce a été beaucoup confondue avec d’autres espèces de sangsues médicinales, dont la célèbre sangsue médicinale européenne, son statut de conservation n’est pas clair, mais les sangsues de ce groupe sont considérées comme en forte voie de régression à la suite de leur surexploitation pour l’hirudothérapie. Elles sont en outre vulnérables à certains pesticides, au drainage des zones humides, et aux sels (sel de déneigement, nitrates..).